# Pericoma busckana
Pericoma busckana är en tvåvingeart som först beskrevs av Dyar 1926.  Pericoma busckana ingår i släktet Pericoma och familjen fjärilsmyggor. Inga underarter finns listade i Catalogue of Life.